# Excel (Band)
Excel war eine Thrash-Metal- und Crossover-Band aus Venice, Los Angeles, Kalifornien, die im Jahr 1983 von Sänger Dan Clements und Gitarrist Adam Siegel gegründet wurde. Hauptsächlich wurden sie von Punk-Rock-Bands aus den 1970er-Jahren wie The Police und The Sex Pistols, sowie von Metal-Bands wie Black Sabbath, Trouble, Slayer, Corrosion of Conformity und Cryptic Slaughter beeinflusst. Zudem wurden sie auch von Streetart beeinflusst. Die Band ist für das Sprühen von Graffiti bekannt. Sie verteilten ihre Logos hauptsächlich in Straßen von Städten, in denen sie ihre Touren abhielten.
Excel trat wiederholt mit verschiedenen Bands aus Venice und aus anderen Teilen Kaliforniens auf. Einige Bands davon waren No Mercy, Beowülf, Suicidal Tendencies (mit welchen sie eng befreundet sind) und Cryptic Slaughter. Auch traten sie zusammen mit anderen Thrash-Metal-Bands wie Testament und Overkill auf.
Die Band trennte sich im Jahr 1995, veröffentlichte im Jahr 2001 neue Versionen von zwei Alben, die zudem einige Bonuslieder enthielten. Im August 2009 veröffentlichte die Band acht DVDs von ihren Touren durch Europa und Los Angeles über ihre Myspace-Seite.

## Geschichte
Die Band wurde im Jahr 1983 unter dem Namen Chaotic Noise von Dan Clements und Adam Siegel gegründet. Kurze Zeit später stieß Schlagzeuger Evan Warech zur Band. Während dieser Bandphase wechselten die Bassisten häufig. Dan Clements dazu: „We had a different bassist every four months, and people just figured we were unstable“ („Wir hatten alle vier Monate einen anderen Bassist und die Leute dachten sich, unsere Besetzung wäre einfach instabil“). Im Jahr 1984 übernahm Rickey Pallamino den Posten. Mit dieser Besetzung nahm die Band ihre ersten Demos auf. Im Folgejahr verließen Warech und Pallamino die Band. Neuer Bassist wurde Shaun Ross, der der Band mit seiner Graffiti-Gruppe KSN (Kings Stop at Nothing) den Namen Excel gab.
Einige Monate später stieß Greg Saenz als neuer Schlagzeuger zur Band. Excel war mit drei Liedern auf der Kompilation Welcome to Venice zu hören, die durch Suicidal Records veröffentlicht wurde. In den nächsten Monaten nahmen sie drei weitere Demos auf: Sonic Decapitation im Februar 1985, Personal Onslaught am 9. Juni und Refuse to Quit im Januar 1986. Im Jahr 1987 war die Band auf dem Videoband Thrasher Skate Rock 5: Born to Skate mit dem Lied Insecurity zu hören. Das Lied war auch auf ihrem ersten Studioalbum Split Image zu hören. Das Album wurde mit Suicidal Records aufgenommen und von Caroline Records im Juli desselben Jahres veröffentlicht. Excel hatte in den letzten Jahren einige Live-Auftritte in Los Angeles. Am 16. Juni 1987 gab die Band ihr erstes offizielles Konzert im Fender's Grand Ballroom in Long Beach, Kalifornien. Ein zweites Mal folgte am 18. März 1988, um ihr neues Album zu bewerben. Später im Jahr veröffentlichte die Band ihre erste Single, eine Coverversion des Liedes Message in a Bottle, das im Original von The Police stammte.
Anfang 1989 nahm die Band eine weitere Single auf, um das zweite Album namens The Joke's on You zu bewerben. Es wurde am 20. Juni 1989 über Caroline Records veröffentlicht. Im März hielt die Band einen Auftritt in Chuck Landis Country Club in Reseda, Kalifornien und im Palasades Theater in San Diego zusammen mit der Band Bl'ast. Im November hielt die Band ihre erste Tour. Diese ging durch die Niederlande und fand in den Städten Sneek, Heemskerk, Eindhoven, Rotterdam, Goes und Den Bosch statt.
Auf ihren Rückweg in die USA spielte die Band in The Palace in Hollywood, Kalifornien und im Star Club in Ybor City, Tampa, Florida und Philadelphia am 29. April 1990. Danach verließ Adam Siegel die Band und trat Infectious Grooves bei, um im Jahr 1991 das Album The Plague That Makes Your Booty Move...It's the Infectious Grooves aufzunehmen. Im Jahr 1992 kam er zur Band zurück, um mit Excel in dem Club in Whiskey A Go Go in Hollywood zu spielen. Ein paar Monate später nahmen sie das fünfte Demo auf. Diese Aufnahmen erschienen später auf der Wiederveröffentlichung von The Joke's on You. Im 1993 kehrte Siegel wieder zu Infectious Grooves zurück, um am 16. Februar dort ein weiteres Album aufzunehmen. Im Anschluss gründeten er und Greg Saenz die Band My Head. Somit war der Ausstieg bei Excel endgültig. Nach drei Jahren nahm Excel ein neues Split-Album auf. Brandon Rudley spielte dabei die E-Gitarre und Max das Schlagzeug. Die Band teilte sich das Album mit der Band Shrine. Sie nahmen ihre letzte Single auf, um ihr drittes und letztes Album Seeking Refuge aufzunehmen. Das Album wurde am 29. August 1995 veröffentlicht. Danach trennte sich die Band. Im Jahr 2003 verklagten die Ex-Mitglieder die Band Metallica wegen des Liedes Enter Sandman, das nach Auffassung der Ex-Mitglieder stark an das Lied Tapping into the Emotional Void angelehnt sei, das auf der LP The Joke's on You im Jahr 1989, also zwei Jahre vor der Veröffentlichung des Albums Metallica, erschien. Dies wurde von Dave Mustaine, Mitglied von Megadeth in einem Interview stark unterstützt. Im Mai 2006 gründete Sänger Dan Clements zusammen mit den Originalmitgliedern von Suicidal Tendencies Grant Estes (E-Gitarre), Amery Smith (Schlagzeug) und Louiche Mayorga (E-Bass), sowie mit Kevin Guercio (Sänger), Ex-Mitglied von No Mercy, die Band Against. Zusammen nahmen sie zwei Lieder für das Split-Album namens Welcome 2 Venice auf. Eine Coverversion des Liedes Your Life, My Life war auf einer Spezialedition des Albums Omen (2010) von der Band Soulfly zu hören.

## Diskografie

### Studioalben
| Erscheinungsjahr | Titel             | Label                             |
| 1987             | Split Image       | Suicidal Records/Caroline Records |
| 1989             | The Joke's on You | Caroline Records                  |
| 1995             | Seeking Refuge    | Delicious Vinyl/Capitol Records   |

### Live-Alben
Alle Live-Alben erschienen in Eigenproduktion
| Erscheinungsjahr | Titel                            |
| 1989             | Live at the Nighttown, Rotterdam |
| 1990             | Live in Philadelphia-PA          |

### Split-Alben
| Erscheinungsjahr | Titel                                               | Label             |
| 1985             | Welcome to Venice                                   | Suicidal Records  |
| 1987             | Thrasher Skate Rock 5: Born to Skate (VHS-Kassette) | High Speed        |
| 1995             | Excel/Shrine                                        | Malicious Records |

### DVDs
Alle DVDs erschienen in Eigenproduktion im August 2009
| Aufnahmejahr | Titel                       |
| 1989         | Live at Bolwerk             |
| 1989         | Live at the Willem II       |
| 1989         | Live at the Donkey Shot     |
| 1989         | Live at the Nighttown       |
| 1989         | Live at the Podium 'T Beest |
| 1989         | Live at the Dynamo          |
| 1989         | Live in Europe              |
| 1987–1992    | Live in L.A.                |

### Demos
Alle Demos erschienen in Eigenproduktion
| Erscheinungsjahr | Titel              |
| 1984             | Demo               |
| 1985             | Sonic Decapitation |
| 1985             | Personal Onslaught |
| 1986             | Refuse to Quit     |
| 1992             | Third Album Demos  |

### Singles
| Erscheinungsjahr | Titel               | Label                             |
| 1988             | Message in a Bottle | Suicidal Records/Caroline Records |
| 1989             | Blaze Some Hate     | Caroline Records                  |
| 1995             | Excel               | Capitol Records                   |